# Železniční trať Karlovy Vary – Merklín
Železniční trať Karlovy Vary – Merklín (v jízdním řádu pro cestující označená číslem 141) je jednokolejná regionální trať o délce 13,2 km. Provoz na trati byl zahájen v roce 1902.

## Navazující tratě

### Dalovice
- Trať 140 Chomutov – Karlovy Vary – Cheb

## Stanice a zastávky

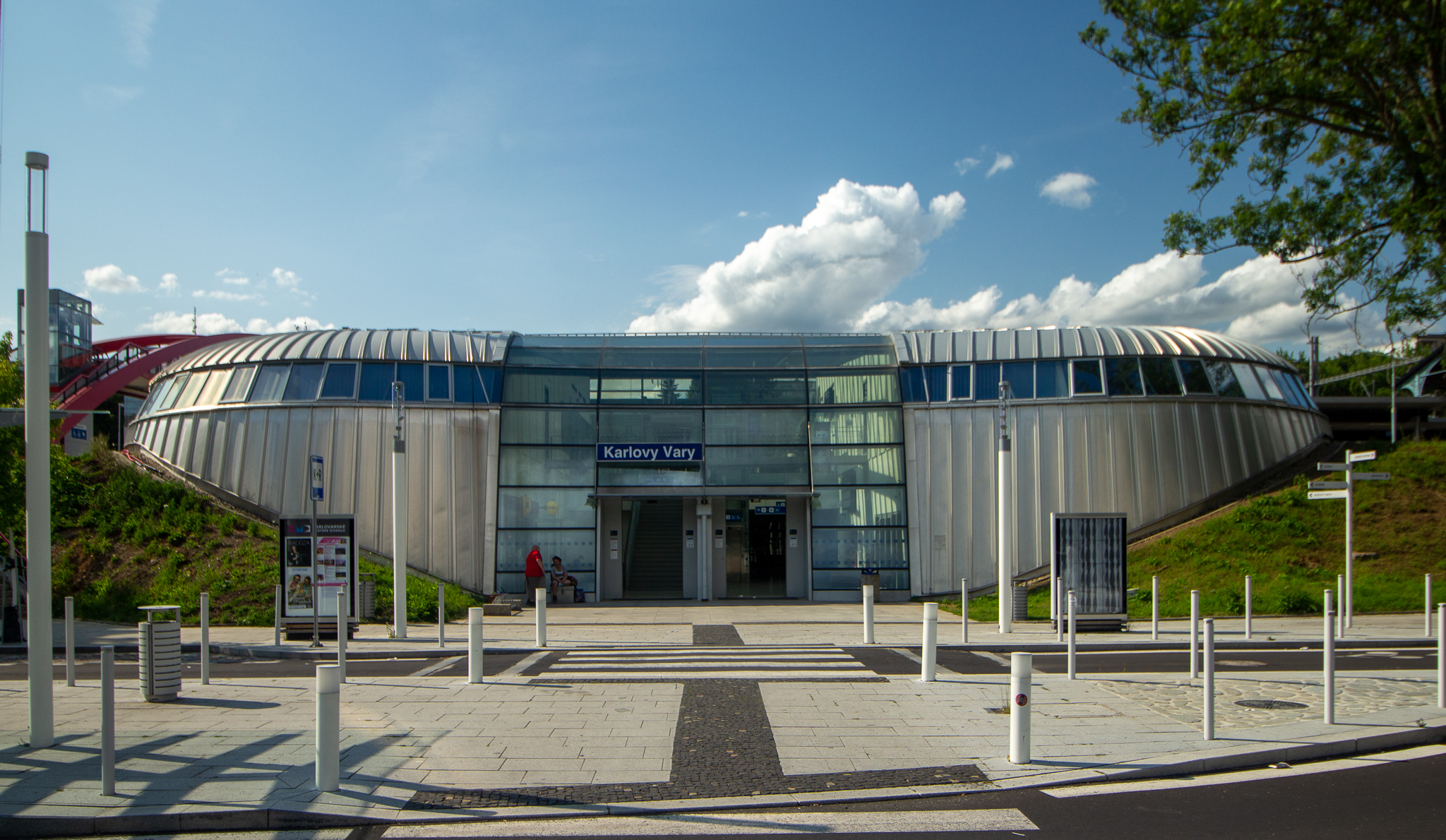
Karlovy Vary
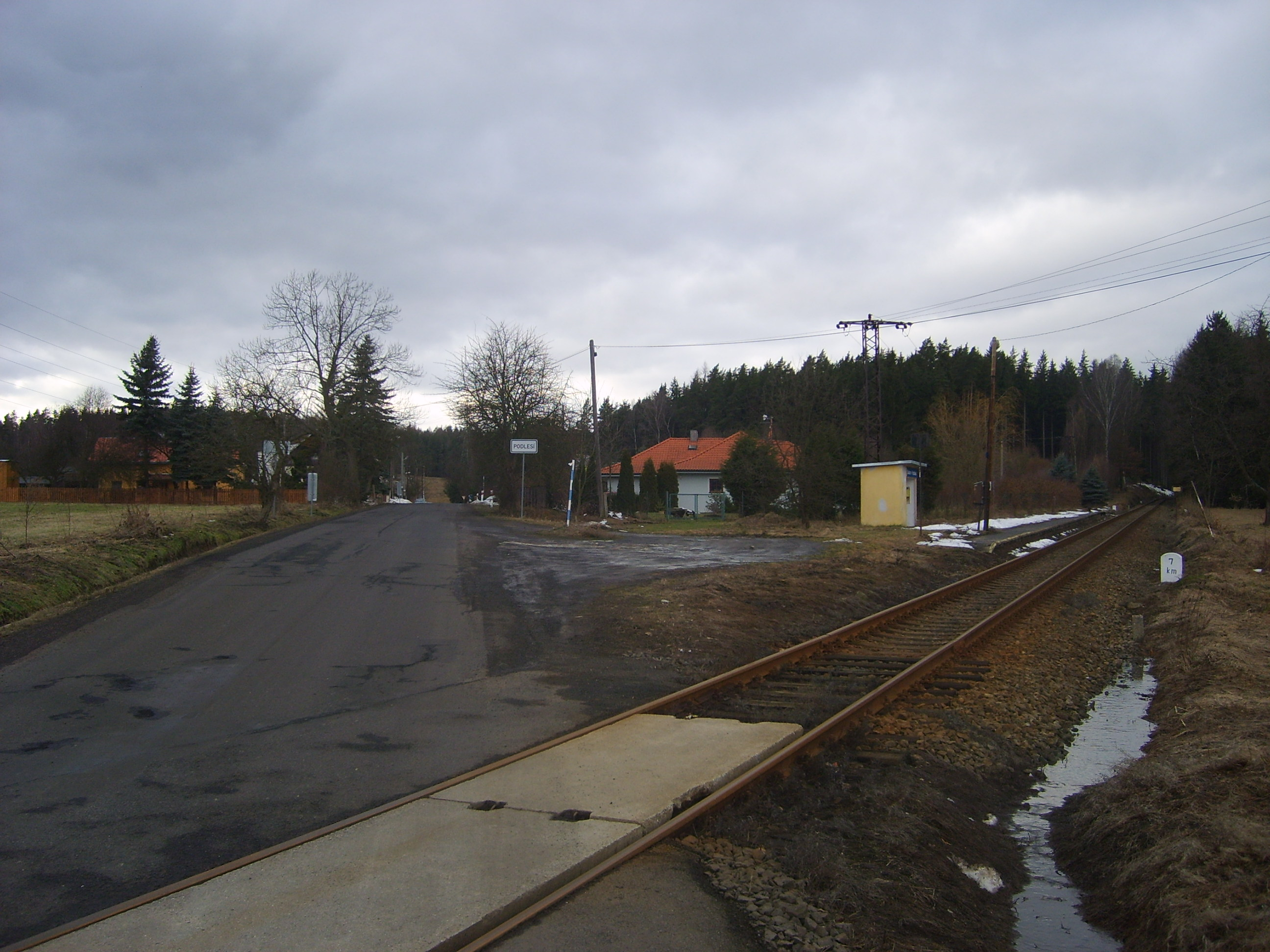
Sadov-Podlesí
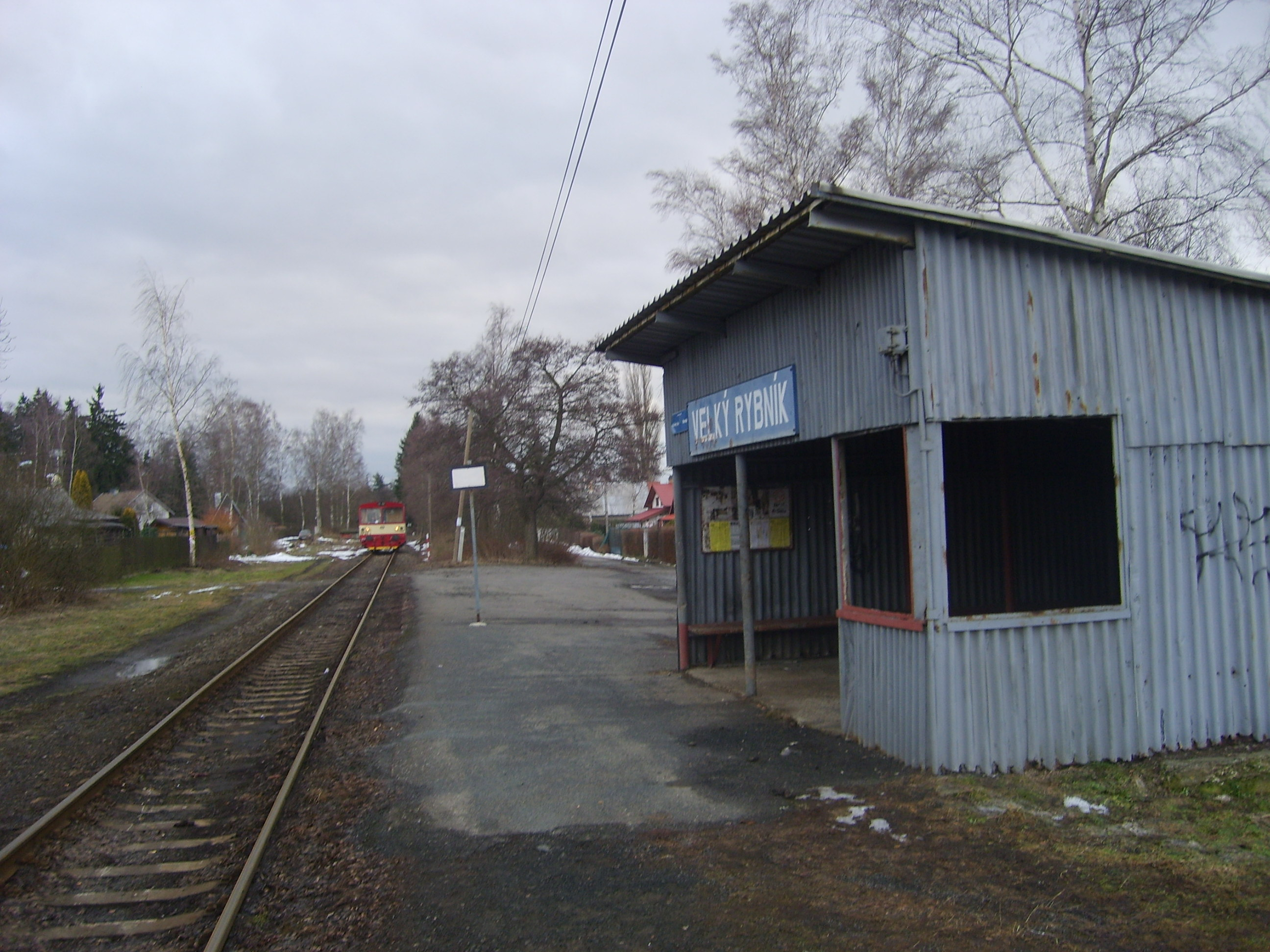
Velký Rybník
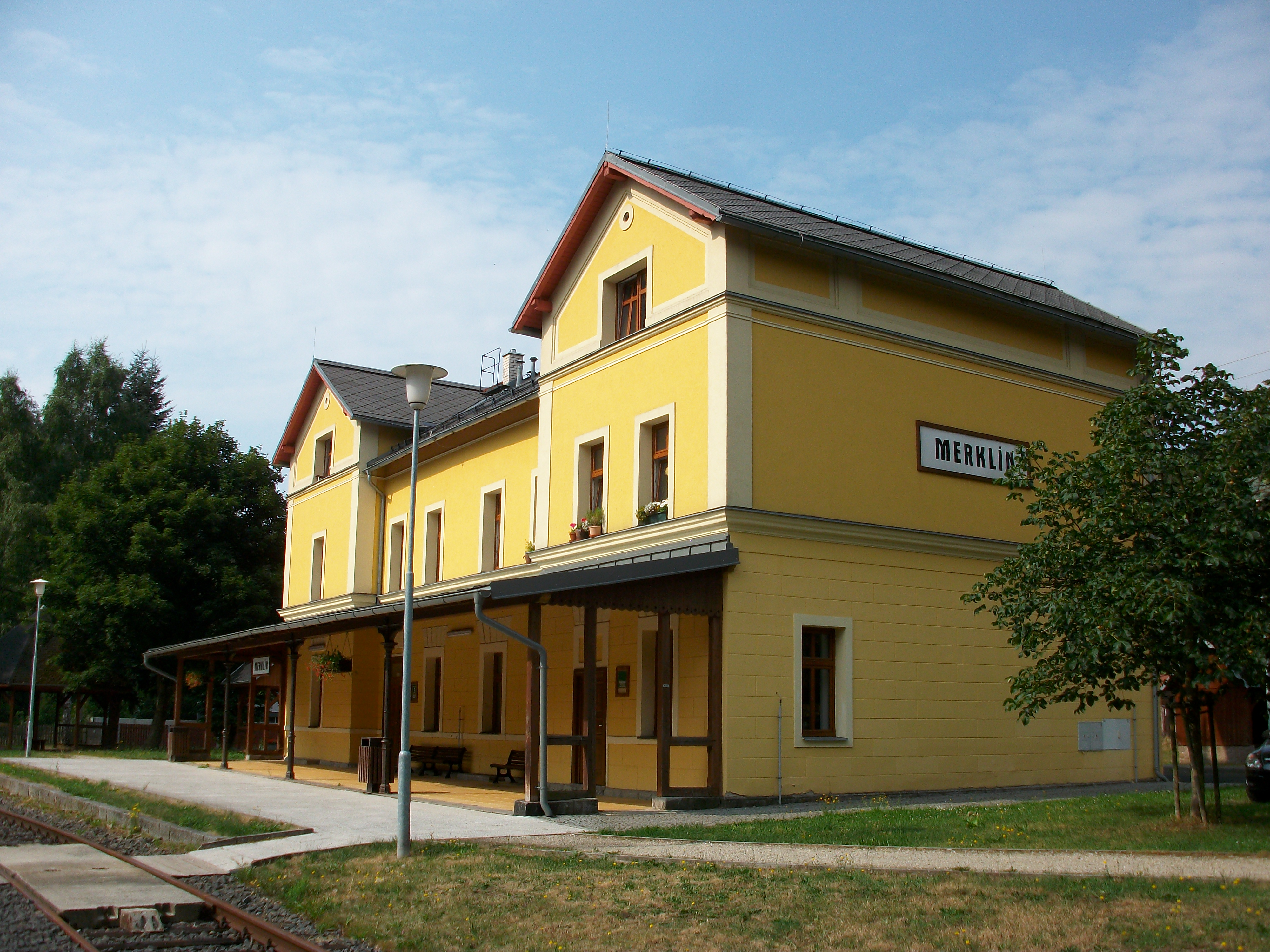
Merklín